# Héctor Lavoe

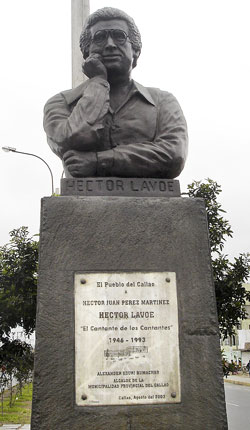

Héctor Juan Pérez Martínez (Ponce, 30 september 1946 – New York, 29 juni 1993), beter bekend als Héctor Lavoe, was een Puerto Ricaanse zanger die wereldwijd bekend werd als een van de iconen van de salsa. Hij werd vooral bekend als de charismatische zanger van de legendarische Fania All-Stars en als vaste partner van trompettist Willie Colón. Lavoe wordt vaak beschouwd als een van de grootste salsazangers aller tijden.

## Biografie

#### Jeugd en vroege jaren
Héctor Lavoe werd geboren in Ponce (Puerto Rico), als zoon van een muzikale familie. Zijn vader speelde gitaar en zijn moeder zong in de kerk. Op jonge leeftijd kreeg Lavoe klassieke zanglessen aan de Escuela Libre de Música in Ponce. Op 17-jarige leeftijd verhuisde hij naar New York, waar hij al snel betrokken raakte bij de levendige Latijns-Amerikaanse muziekscene.

#### Doorbraak met Willie Colón
In 1967 begon Lavoe samen te werken met de jonge trompettist en bandleider Willie Colón. Hun debuutalbum El Malo (1967) werd een klassieker binnen de salsa. Ze vormden jarenlang een succesvol duo en brachten iconische albums uit zoals Cosa Nuestra (1969), La Gran Fuga (1971), El Juicio (1972) en Lo Mato (1973).
Lavoe's krachtige stem, improvisatietalent en expressieve stijl maakten hem geliefd bij het publiek. Samen met Colón ontwikkelde hij een ruige en straatgerichte vorm van salsa die bijzonder aansloeg bij de Latijnse gemeenschap in New York.

#### Solocarrière en samenwerking met Fania
Na zijn succesvolle jaren met Colón begon Lavoe aan een solocarrière. Zijn soloalbums, waaronder La Voz (1975) en De Ti Depende (1976), bevatten hits als Periódico de Ayer, El Cantante en Mi Gente. Lavoe werd ook een vaste ster binnen de Fania All-Stars, een collectief van toonaangevende salsamuzikanten onder leiding van producer Johnny Pacheco.

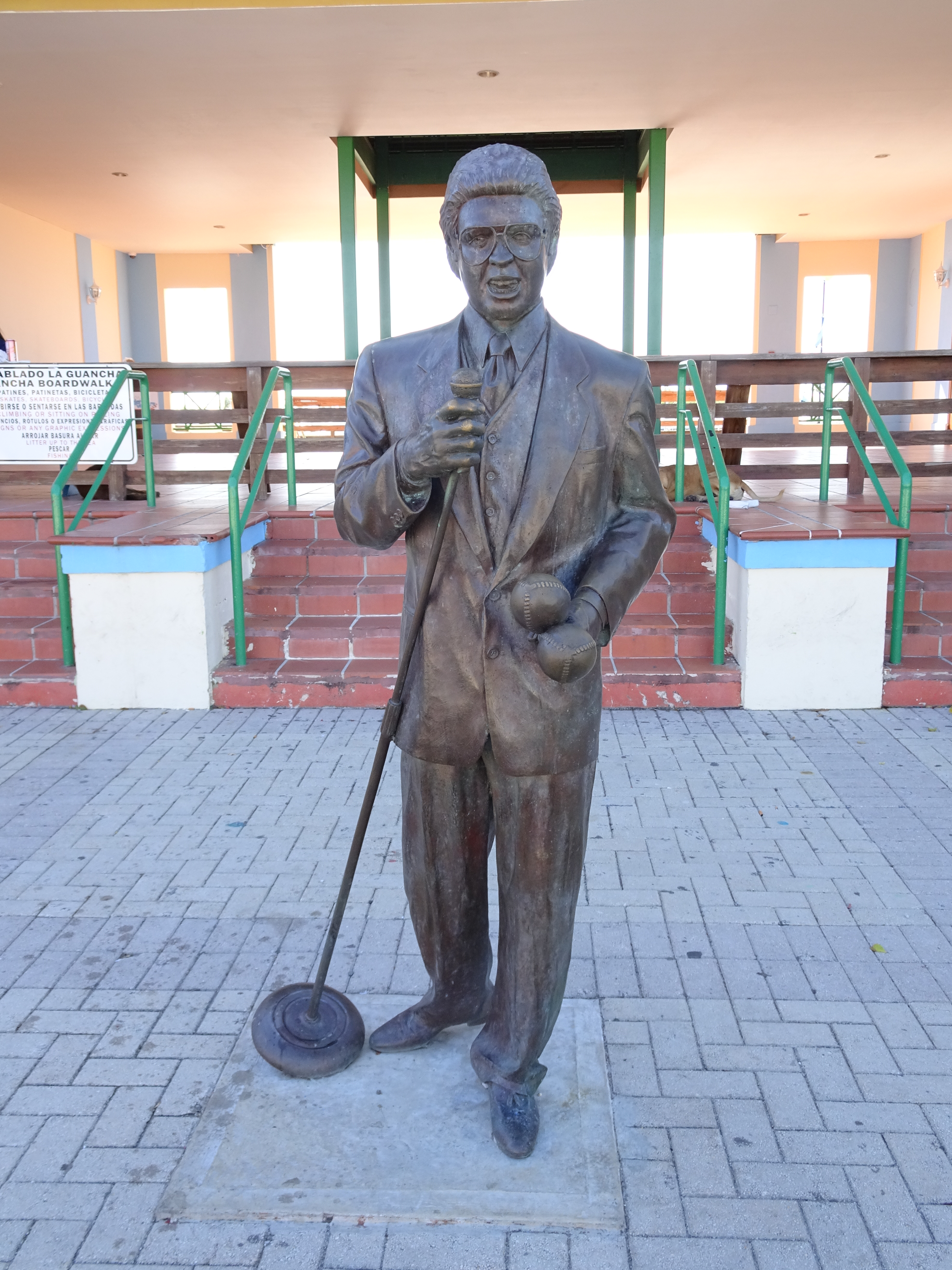
Standbeeld ter ere van Lavoe in zijn geboorteplaats Ponce

Het nummer El Cantante, geschreven door Rubén Blades en geproduceerd door Willie Colón, groeide uit tot Lavoe’s levenslied en bijnaam: El Cantante de los Cantantes (“de zanger der zangers”).

## Persoonlijk leven en tragiek
Ondanks zijn succes worstelde Lavoe met ernstige persoonlijke problemen, waaronder drugsverslaving, depressie en familieproblemen. In 1987 sprong hij van een hotelbalkon in een poging tot zelfmoord, maar hij overleefde. Zijn gezondheid verslechterde snel in de jaren daarna, mede door complicaties van hiv/aids.
Héctor Lavoe overleed op 29 juni 1993 in New York aan hartfalen, veroorzaakt door aids-gerelateerde complicaties.

## Nalatenschap
Lavoe's muziek leeft voort in de harten van salsaliefhebbers wereldwijd. Zijn stem, interpretaties en charisma blijven invloedrijk binnen het genre. In 2006 werd zijn leven verfilmd in El Cantante, met Marc Anthony in de hoofdrol en Jennifer Lopez als zijn vrouw Puchi. In zijn geboorteplaats Ponce staat een standbeeld ter ere van hem.
- Biblioteca Nacional de España: XX995663
- Bibliothèque nationale de France: cb13967124b (data)
- Gemeinsame Normdatei: 133540227
- International Standard Name Identifier: 0000 0000 5959 5492
- Library of Congress Control Number: n94001520
- MusicBrainz: 2cf18512-c129-482b-aff1-7430a1a7850b
- Nederlandse Thesaurus van Auteursnamen: 308178246
- Système universitaire de documentation: 14273537X
- Virtual International Authority File: 61738939
- WorldCat: E39PBJfmrfbYWGM7k9P4kw3YT3